# Four Moods
Four Moods est un film taïwanais à sketches réalisé par Li Han-hsiang, King Hu, Pai Ching-jui et Lee Hsing sorti le 10 septembre 1970.
Il se compose de quatre segments : Joie, Colère, Tristesse et Félicité.
Le film a été tourné gratuitement par Lee Hsing, King Hu et Pai Hsing-jui afin d'aider leur ami Li Han-hsiang à améliorer sa situation financière précaire après l'échec du studio GMP qu'il avait fondé ; cependant les coûts de production furent à peine couverts par les recettes, les réalisateurs s'étant davantage concentré sur l'aspect artistique que sur l'aspect commercial, selon Li

## Segments

### Joie
- Réalisation : Lee Hsing
- Histoire : un érudit reçoit la visite d'un fantôme lors d'une nuit studieuse.
- Distribution : Chen Chen

### Colère
- Réalisation : King Hu
- Histoire : dans une auberge à l'ambiance feutrée, divers protagonistes aux desseins entrecroisés s'affrontent dans un ballet virevoltant typique du style Huien.
- Distribution : Hu Chin (l'aubergiste)

### Tristesse
- Réalisation : Pai Hsing-jui
- Histoire : après plusieurs années passées en prison, un homme découvre que sa famille a été massacrée et qu'une femme a élu domicile dans sa maison familiale.
- Distribution : Chang Mei-yao

### Félicité
- Réalisation : Li Han-hsiang
- Histoire : un pêcheur rencontre un fantôme de l'eau qui, jouant de la flûte, attire les poissons en grand nombre. L'homme et le fantôme se lient d'amitié.
- Distribution : Li Li-hua